# 塔興湖

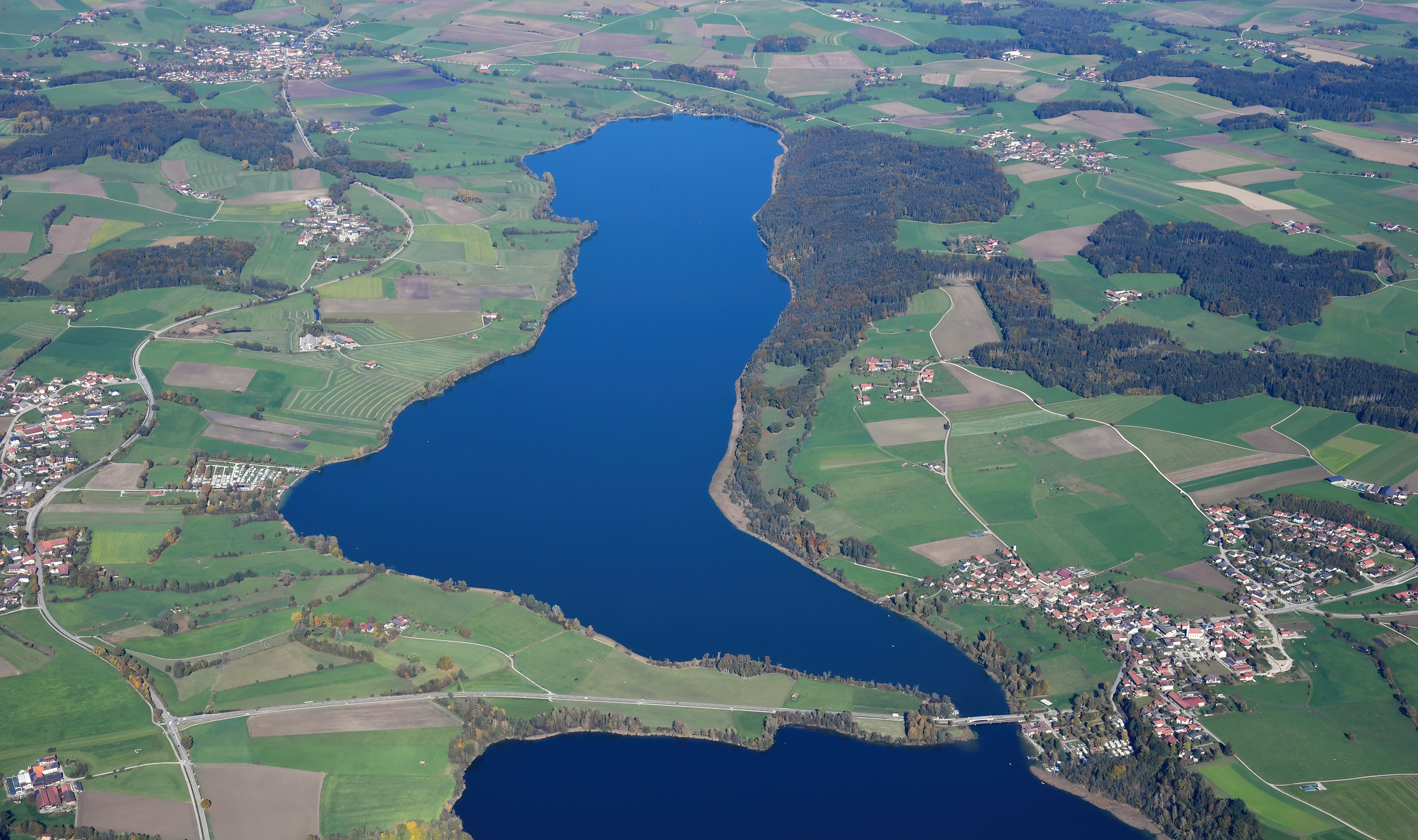

47°57′57″N 12°44′36″E / 47.96583°N 12.74333°E
塔興湖（德語：Tachinger See），是德國的湖泊，位於該國東南部，由巴伐利亞州負責管轄，處於特勞恩施泰因縣，長3.7公里、寬0.9公里，面積2.4平方公里，海拔高度442米，平均水深9.2米，最大水深16.5米，水體容量2,160萬立方米。